# Wissignicourt
Wissignicourt è un comune francese di 152 abitanti situato nel dipartimento dell'Aisne della regione dell'Alta Francia.

## Società

### Evoluzione demografica
Abitanti censiti